# درازين يركوفيتش
درازين يركوفيتش (بالكرواتية: Dražan Jerković)‏، من مواليد 6 أغسطس 1936 في سيبنيك في يوغسلافيا، لاعب كرة قدم يوغسلافي سابق، كان هداف كأس العالم لكرة القدم 1962 برصيد أربعة أهداف وتقاسم اللقب مع خمسة لاعبين آخرين هم غارينشيا وفافا وفلوريان ألبرت وفالنتين إيفانوف وليونيل سانشيز .

## مسيرته الكروية
لعب مع نادي دينامو زغرب بين 1954 و1965، ونادي غانتوز في سنة 1965، وقد سجل مع دينامو زغرب في 315 مباراة 300 هدف.
و قد لعب مع منتخب يوغسلافيا لكرة القدم بين عامي 1960 و1964، وقد شارك في 21 مباراة وسجل 11 هدف، وقد لعب في كأس العالم لكرة القدم 1958 ولكنه لم يشارك وفي كأس الأمم الأوروبية لكرة القدم 1960 وكأس العالم لكرة القدم 1962.
و قد سجل هدفين في كأس الأمم الأوروبية لكرة القدم 1960 أمام منتخب فرنسا لكرة القدم، ولكن منتخب يوغسلافيا لكرة القدم خسر في النهائي أمام منتخب الاتحاد السوفييتي لكرة القدم 2-1.
و في كأس العالم لكرة القدم 1962 سجل أربعة أهداف، وكان مع أربعة لاعبين آخرين هداف للبطولة، وقد حلت يوغسلافيا في المركز الرابع.
و تم تعيين يركوفيتش أول مدرب لمنتخب كرواتيا لكرة القدم بين عامي 1990 و1992.

## روابط خارجية
- درازين يركوفيتش على موقع الاتحاد الدولي (مؤرشف)  (الإنجليزية)
- درازين يركوفيتش على موقع قاعدة بيانات كرة القدم.إي يو (الإنجليزية)
- درازين يركوفيتش على موقع ناشيونال فوتبول تيمز (الإنجليزية)
- درازين يركوفيتش على موقع عالم كرة القدم.نت (الإنجليزية)